# Королевская академия испанского языка
Королевская академия испанского языка (исп.  Real Academia Española, сокр. RAE) — научное учреждение, основанное в Испании, целью которого является изучение испанских языка и литературы, а также выполнение функции регулятора языковой и литературной нормы современного испанского языка во всех территориях его бытования. Штаб-квартира организации расположена в Мадриде. Для облегчения связей со всеми испаноязычными странами в 1951 году была также создана Ассоциация академий испанского языка, объединившая 21 страну. Директор Академии — профессор Сантьяго Муньос Мачадо.

## История
Основана в 1713 году, спустя 78 лет после появления Французской академии, исполняющей аналогичную роль по отношению к французским языку и литературе. Начиная с 1780 года, Королевская академия испанского языка издаёт полный толковый и этимологический словарь испанского языка, доступный в настоящее время онлайн.

## Организация и деятельность
Согласно уставу Академия состоит из:
- академического коллектива (46 членов в общей сложности).
- испанских членов-корреспондентов (до 60).
- иностранных членов-корреспондентов
- американских академиков (которые по закону имеют статус ученых).
- почётных академиков.

Совет управляющих осуществляет контроль и управление в Академии всеми вопросами, касающимися хорошей работы, как с точки зрения её внутреннего функционирования и его отношений с государственными органами, и других академий. Это совещание под председательством директора Академии, состоящее из заместителя, секретаря, цензора, библиотекаря, казначея, заместителя помощника государственного секретаря и двух членов. Все эти должности избирательные и, за исключением членов, которые избираются каждые два года, могут исполняться один раз в течение четырёх лет.
Академия действует на пленарных заседаниях и комитетах, которые проводятся еженедельно. Комитеты имеют задачу составления предложений, которые позже изучаются на пленарном заседании с целью принятия решения об утверждении. В настоящее время существуют следующие комитеты: Действующий словарь, Исторический словарь грамматики, лингвистической информации, научно-технической лексики, гуманитарных наук, публикаций и наград. Кроме того, есть комиссия по сохранению дома-музея Лопе де Вега.
Пленарное заседании, образованное всеми учеными, собирается в течение учебного года во второй половине дня в четверг. После утверждения протокола предыдущего заседания и обсуждений тем участники представляют поправки и дополнения к словарю. Тогда рассматриваются предложения, сделанные различными комитетами. В случае возникновения разногласий резолюции принимаются путём голосования.
Работа Академии развивается в пленарном заседании или в комитете, на Институте лексикографии, состоящие из филологов и лексикографов, которые выполняют задачи поддержки для развития академических словарей.

## Директора
- Хуан Мануэль Фернандес Пачеко (1713)
- Меркурио Антонио Лопес Пачеко (1725)
- Андрес Фернандес Пачеко (1738)
- Хуан Пабло Лопес Пачеко (1746)
- Хосе де Карвахаль и Ланкастер (1751)
- Фернандо де Сильва Альварес де Толедо (1754)
- Хосе Хоакин де Сильва-Базан (1776)
- Педро де Сильва и Сармьенто де Алагон (1802)
- Рамон Кабрера-и-Рубио (1814)
- Хосе Мигель де Карвахаль (1814)
- Хосе Габриэль де Сильва Базан (1828)
- Франсиско Мартинес де ла Роса (1839)
- Анхель Сааведра, герцог Ривский (1862)
- Мариано Рока де Тогорес (1865)
- Хуан де ла Пезуэла и Себальос (1875)
- Алехандро Пидаль-и-Мон (1906)
- Антонио Маура (1913)
- Рамон Менендес Пидаль (1926), 1-й срок
- Хосе Мария Пеман и Пемартин (1939)
- Франциско Родригес Марин (1940)
- Мигель Асин-Паласьос (1943)
- Хосе Мария Пеман и Пемартин (1944)
- Рамон Менендес Пидаль (1947), 2-й срок
- Дамасо Алонсо (1968)
- Педро Лаин Энтральго[англ.] (1982)
- Мануэль Алвар Лопес (1988)
- Фернандо Лазаро Карретер (1991)
- Виктор Гарсия де ла Конча (1998)
- Хосе Мануэль Блекуа Перидес (2010)
- Дарио Вильянуэва (2014)
- Сантьяго Муньос Мачадо (2018)

## Действительные члены Академии
Академия избирает своих представителей из числа лиц, которых она считает наиболее достойными, тайным голосованием, абсолютным большинством голосов. Избранный академик вступает в должность, зачитав инаугурационную речь в течение двухлетнего срока с момента его избрания. Академические места являются пожизненными и соответствуют прописным и строчным буквам испанского алфавита, только восемь букв никогда не были представлены — v, w, x, у, z, Ñ, W, Y. С момента своего основания, 13 августа 1713 года, до настоящего времени в Академии состояло в общей сложности 485 академиков.
| Буква | Имя                            | Год рождения                   | Дата избрания                  | Дата инаугурации               |
| ----- | ------------------------------ | ------------------------------ | ------------------------------ | ------------------------------ |
| A     | Педро Мануэль Катедра          | 1954                           | 8 июня 2023                    | 27 октября 2024                |
| a     | Педро Гарсия Баррено           | 1943                           | 2 марта 2006                   | 29 октября 2006                |
| B     | Аврора Эгидо                   | 1946                           | 23 мая 2013                    | 8 июня 2014                    |
| b     | Мигель Саэнс                   | 1932                           | 22 ноября 2012                 | 23 июня 2013                   |
| C     | Луис Гойтисоло                 | 1935                           | 24 марта 1994                  | 29 января 1995                 |
| c     | Виктор Гарсия де ла Конча      | 1934                           | 7 ноября 1991                  | 10 мая 1992                    |
| D     | Дарио Вильянуэва               | 1950                           | 5 июля 2007                    | 8 июня 2008                    |
| d     | Долорес Корбелла               | 1959                           | 17 февраля 2022                | 16 апреля 2023                 |
| E     | Кармен Иглесиас                | 1942                           | 13 апреля 2000                 | 30 сентября 2002               |
| e     | Хуан Хиль Фернандес            | 1939                           | 14 июня 2012                   | 30 октября 2011                |
| F     | Мануэль Гутьеррес Арагон       | 1942                           | 16 апреля 2015                 | 24 января 2016                 |
| f     | Хосе Терсейро                  | 1943                           | 5 мая 2011                     | 18 ноября 2012                 |
| G     | Хосе Мануэль Санчес Рон        | 1949                           | 20 марта 2003                  | 19 октября 2003                |
| g     | Соледад Пуэртолас              | 1947                           | 28 января 2010                 | 21 ноября 2010                 |
| H     | Феликс де Азуа                 | 1944                           | 18 июня 2015                   | 13 марта 2016                  |
| h     | Хосе Мануэль Блекуа Пердисес   | 1939                           | 19 июня 2003                   | 25 июня 2006                   |
| I     | Луис Матео Диес                | 1942                           | 22 июня 2000                   | 20 мая 2001                    |
| i     | Палома Диас-Мас                | 1954                           | 22 апреля 2021                 | 6 ноября 2022                  |
| J     | Карлос Гарсия Гуаль            | 1943                           | 30 ноября 2017                 | 17 февраля 2019                |
| j     | Альваро Помбо                  | 1939                           | 19 декабря 2002                | 20 июня 2004                   |
| K     | Хосе Мария Бермудес де Кастро  | 1952                           | 16 декабря 2021                | 9 октября 2022                 |
| k     | Хосе Антонио Паскуаль          | 1942                           | 28 июня 2001                   | 10 марта 2002                  |
| L     | вакантно с 13 апреля 2025 года | вакантно с 13 апреля 2025 года | вакантно с 13 апреля 2025 года | вакантно с 13 апреля 2025 года |
| l     | Эмилио Льедо                   | 1927                           | 11 ноября 1993                 | 27 ноября 1994                 |
| M     | Хуан Майорга                   | 1965                           | 12 апреля 2018                 | 19 мая 2019                    |
| m     | Хосе Мария Мерино              | 1941                           | 27 марта 2008                  | 19 апреля 2009                 |
| N     | Гильермо Рохо                  | 1947                           | 27 января 2000                 | 7 октября 2001                 |
| n     | Карме Риера                    | 1948                           | 19 апреля 2012                 | 7 ноября 2013                  |
| ñ     | Луис Мария Ансон               | 1935                           | 19 декабря 1996                | 8 февраля 1998                 |
| O     | Пере Жимферрер                 | 1945                           | 18 апреля 1985                 | 15 декабря 1985                |
| o     | вакантно с 7 мая 2024 года     | вакантно с 7 мая 2024 года     | вакантно с 7 мая 2024 года     | вакантно с 7 мая 2024 года     |
| P     | Инес Фернандес-Ордоньес        | 1961                           | 18 декабря 2008                | 13 февраля 2011                |
| p     | Кристина Санчес Лопес          | 1966                           | 27 марта 2025                  |                                |
| Q     | Педро Альварес де Миранда      | 1953                           | 22 апреля 2010                 | 5 июня 2011                    |
| q     | Асунсьон Гомес Перес           | 1967                           | 7 апреля 2022                  | 21 мая 2023                    |
| R     | Хавьер Серкас                  | 1962                           | 13 июня 2024                   | 22 ноября 2024                 |
| r     | Сантьяго Муньос Мачадо         | 1949                           | 13 декабря 2012                | 26 мая 2013                    |
| S     | Сальвадор Гутьеррес Ордоньес   | 1948                           | 5 июля 2007                    | 24 февраля 2008                |
| s     | Пас Баттанер                   | 1938                           | 3 декабря 2015                 | 29 января 2017                 |
| T     | Артуро Перес-Реверте           | 1951                           | 23 января 2003                 | 12 июня 2003                   |
| t     | Игнасио Боске                  | 1951                           | 4 мая 1995                     | 1 июня 1997                    |
| U     | Клара Джейнс                   | 1940                           | 7 мая 2015                     | 12 июня 2016                   |
| u     | Антонио Муньос Молина          | 1956                           | 8 июня 1995                    | 16 июня 1996                   |
| V     | Хуан Луис Себриан              | 1944                           | 19 декабря 1996                | 18 мая 1997                    |
| X     | Клара Санчес                   | 1955                           | 23 марта 2023                  | 8 октября 2023                 |
| Z     | Хосе Луис Гомес                | 1940                           | 1 декабря 2011                 | 26 января 2014                 |